# 上古汉语
上古汉语指的是周朝至漢朝时期的汉语，繼承自原始漢語，依照演進又可細分先秦音系與漢代音系。因為上古汉语的构拟不建立在歷史比較語言學的基础上，因漢字非拼音文字，故不能依據不同時代的「拼法」來推斷古讀音。此一原则和印欧语不同。
上古音研究的基本方法是从中古汉语（《切韵》音系）倒推上古音。在中古音的基础上，可以用《诗经》的韵部和谐声系列（形聲字）来推测古代的发音，还可以用其它汉语族语言的存古特征和一些外部证据（汉藏语系、壮侗语系、苗瑶语系等语言中的汉语同源词和借词）。

## 系属分类
中古汉语和其南边相邻的壮侗语系、苗瑶语系、南亚语系越语支有着相似的声调系统、音节结构、语法特征，但这些都是互相影响的区域特征的表现，而非亲缘关系的证据。:8–12:186–193
最广为人接受的假说是，汉语属于汉藏语系，漢藏語系下还有缅甸语、藏语和其他许多分布在喜马拉雅山脉和东南亚地块的语言。:12–13证据有几百对同源词，:35–164摘录部分基础词如下：:13
| 上古汉语 | 上古藏语        | 古缅甸语          |
| -------- | --------------- | ----------------- |
| 吾*ŋˤa   | ṅa:46           | ṅā:46             |
| 汝*naʔ   |                 | naṅ:48            |
| 無*ma    | ma:46           | ma:46             |
| 二*nij-s | gñis:8          | nhac < *nhik:8    |
| 三*s.rum | gsum:27         | sumḥ:27           |
| 五*ŋˤaʔ  | lṅa:46          | ṅāḥ:46            |
| 六*k.ruk | drug:27         | khrok < *khruk:27 |
| 日*nik   | ñi-ma:9         | niy:9             |
| 名*meŋ   | myiṅ < *myeŋ:12 | maññ < *miŋ:12    |
| 耳*nəʔ   | rna:15          | nāḥ:15            |
| 節*tsˤik | tshigs:9        | chac < *chik:9    |
| 魚*ŋa    | ña < *ṅʲa:46    | ṅāḥ:46            |
| 苦*kʰˤaʔ | kha:46          | khāḥ:46           |
| 殺*sat   | -sad:51         | sat:51            |
| 毒*dˤuk  | dug:27          | tok < *tuk:27     |

汉藏语系一说提出于19世纪初，目前也广为接受，但汉藏语系的构拟与内部比较远逊于印欧语系或南岛语系。:422上古汉语是到目前为止汉藏语系内书面形式历史最深远的语言，但汉字不直接表音。:14另一处困难在于汉藏语系内部极大的多样性，词形变化的缺乏，以及剧烈的语言接触。
另外，许多濒危语言分布在人迹罕至的山区，记录非常稀少。:434–436:15–16
声母的调音部位和调音方法基本可以对应，但浊音和送气不甚规则，前缀的组分跨语言也大都互不相同。有人认为所有这些现象都反映失落的次要音节。:11:425–426白保罗和詹姆斯·马提索夫构拟的原始藏缅语缺乏塞（擦）音声母的送气对立。上古送气音常对应藏语和缅彝语群的声母前辅音，应是汉语对前缀的创新。:58–63原始汉藏语与最近的上古汉语拟音一样是六元音系统，藏缅语族的中央元音*-ə-与*-a-合流。:476–479:2, 105其他元音两边都保留了，*-e-与*-i-、*-o-与*-u-间存在交替。:110–117

## 韻部研究
古人在阅读先秦古籍时（如《诗经》）发现一些不和谐的音韵，为了求和谐，将这些不谐音的字临时改念，这种做法称作“叶音”（協音）。明末学者陈第在《毛诗古音考》第一个明确提出“盖时有古今，地有南北，字有更革，音有转移，亦势所必至”。顾炎武研究认为《诗经》中的每个字都有自己固定的读音，但因先秦时期汉语字音是有着不同于现时发音的语音系统，导致用今音念《诗》会出现韵脚不谐音，但若用先秦的语音系统来读则韵脚自然谐和，就没有“叶音”的必要了。清代学者段玉裁在研究先秦古籍时又发现一个重要的现象，就是谐音字的偏旁与《诗》中的韵脚相吻。他提出了“同声必同部”的理论，为上古音韵学的研究迈出了第一步。
按照段“同声必同部”的理论，凡《诗》中用作谐音字的偏旁相同，则在先秦音系中属同一韵部。例如“瓜”字在《诗》中与“壶”、“苴”、“樗”、“夫”四字押韵，今普通話讀音guā显然不与hú、jū、shū、fū四音押韵，但在先秦音系中则和谐。且《诗》中偏旁为“瓜”字的“孤”、“弧”、“狐”等字也同时与“瓜”、“壶”、“苴”、“樗”、“夫”拥有相同韵部。

## 音系

### 上古漢語聲母
上古聲母嬗變的學說，不同學者有不同見解，對於聲母數量、具體音值、複輔音問題等都有很多不同看法。大致上可歸納為以下幾點：

#### 古無輕唇音
上古没有“非敷奉微”這組四個輕唇聲母，其對應現今語言學界所說的唇齒音。錢大昕《潛研堂文集》卷十五《答問第十二》：「凡今人所謂輕唇者，漢魏以前 ，皆讀重唇，知輕唇之非古矣。」意思是上古時沒有「非敷奉微」（音位依時期或為 pf、pfh、bv、f、v、mv 等）等輕唇音，這些輕唇音的字都讀成重唇音。輕唇音大致上到中古後期，大約宋朝時候才出現。
例：
「澭水暴益，荆人弗知。」—《吕氏春秋·察今》
注釋：「不，與弗同。」

#### 古無舌上音
上古没有“知澈澄娘”這組四個知組聲母，或可對應現今語言學界所說的卷舌音。錢大昕《十駕齋養新錄》卷五《舌音類隔之說不可信》：「古無舌頭舌上之分，『知徹澄』三母……求之古音，則與『端透定』無異。」「知徹澄娘」等舌上音在中古前期出現，慢慢過渡，所以，今日某些以「知徹澄娘」等舌上音為聲母的字，在隋唐時可能仍以「端透定泥」（t/th/d/n）等舌頭音為聲母。
例：
「田氏代齊－－春秋初年，陳國發生內亂。公子完逃奔齊國，被齊桓公任命為工正。這是陳氏（即田氏﹐古代陳田同音）立足於齊國的開始。」（錢宗范等《春秋戰國史話》）
田《說文解字》：陳也。樹穀曰田。象四囗。十，阡陌之制也。凡田之屬皆从田。待秊切。古音定母。
陳《說文解字》：宛丘，舜後嬀滿之所封。从阜从木申聲。直珍切。軙、敶，亦古文陳。古音定母。

#### 喻三歸匣
曾運乾《喻母古讀考》：「喻于二母（近人分喻母三等為于母）本非影母濁聲：于母古隸牙聲匣母，喻母古隸舌聲定母。」意思是上古沒有喻三（j）這聲母，它在古時可歸為匣母（gh）。
以上三點，可以得到多方印证，尤其是，现代的闽南语等多种汉语族语言当中仍然保留这些特点。因此學者之間较無異議。

#### 古無正齒音（章系歸端）
錢大昕《十駕齋養新錄》卷五《舌音類隔之說不可信》：「古人多舌音﹐後代多變為齒音，不獨『知徹澄』三母為然也。」中古前期有兩組正齒音，莊系與章系，兩組共10個聲母，到中古後期音位合流為一組（因該時韻母互不對立），古代等韻學一般分別稱為「照二」及「照三」，以其莊系在等韻圖中章列在第二等，章系則列在第三等。
例：
「武松讀了印信榜文，方知端的有虎。」《水滸傳·武松打虎》
注釋：「『端的有虎』便是『真的有虎』」端，端母，『真』，『章』母。

#### 喻四歸定
曾運乾《喻母古讀考》：「喻于二母（近人分喻母三等為於母）本非影母濁聲：于母古隸牙聲匣母，喻母古隸舌聲定母。」意思是上古沒有喻4(j)這聲母，它可歸為定母。
例：
「不聞機杼聲，唯聞女嘆息。」《木蘭辭》
「見其發矢十中八九，但微頜之。」《賣油翁》
注：「呂叔湘先生《中國文法要略》中說：『但、特、惟等字，也都是「只是」的意思。』這是甚麼道理呢？『但』『特』的古聲母都是 d，『惟』的古聲母是j即『喻』紐四等字，曾運乾《喻母古讀考》提出『「喻」母四等字古隸舌聲「定」母』，這是對古音學，訓詁學的一大貢獻。『惟』『只』的古聲母都是 t音系，因此『但』『特』『惟』都是『只是』的意思。」（黃岳洲《文言難句例解》）

#### 娘日歸泥
章太炎《國故論衡》中的《上古音娘日二紐歸泥說》：「古音有舌頭泥紐，其後別支，則舌上有娘紐，半舌半齒有日紐。於古皆泥紐也。」意思是聲母「娘」(nr)和「日」(gn/nj)古時屬「泥」(n)聲母，兩紐由「泥」母發展而成。
林偉業指出錢大昕「古無舌上音」己指出中古前期始出現的「知徹澄」上古為「端透定」，但他沒有論及「娘」與「泥」的關係，這不是由於他掛一漏萬，而是本著以事論事精神，當時還未有證明「娘」古亦當為「泥」的證據，因此，明知極可能如此，也只好實話實說。後來章太炎找出證據，證明「娘」古亦當為「泥」，以進一步補充錢大昕的學說。
例：
「合於桑林之舞，乃中經首之會。」《庖丁解牛》
注釋：「『乃』是『而』的古讀。」（黃岳洲《文言難句例解》）

#### 照二歸精
黃侃《黃侃論學雜著》中的《聲韻略說》：「由精而變者，曰莊；由清而變者，曰初；由從而變者，曰床；由心而變者，曰邪，曰疏。」楊柳橋《漢語音韻學講義》認為，清人夏燮己於《述韻》初步提出「照二歸精」的看法，到黃侃提出更完整的說法。所謂「照二歸精」，即莊、初、崇、生四聲母，上古歸於，精、清、從、心四聲母。
以上四點則大致受學者支持，根据闽南语和朝鲜语、日本语和越南语的借词读音也可以隐约推测，但并不成系统，因此亦存反對者，可能須加以修正。

#### 古無邪紐（古邪歸定）、古無群紐（古群歸匣）
以上兩點，最為章太炎、黃侃學派的後學支持，亦有不少學者對此兩點抱有懷疑。
如果以上九點成立，可推論得出中古聲母37紐，歸併為19紐。

#### 古無塞擦音
中古精組：*sk變精母、*skʰ變清母、*sg變從母、*sɣ變邪母、*sŋ變邪母。
中古莊組：*skr變莊母、*skʰr變初母、*sgr變崇母、*sɣr變俟母。
所以“原”（*ŋ-）“源”（*ŋ-）“泉”（*sŋ-）諧聲且同源；“形”（*ɣ-）“井”（*sk-）諧聲；“俟”（*sɣr-）“矣”（*ɣ-）諧聲；“笈”（*skʰr-）“及”（*g-）諧聲……案例舉不勝舉。
另外藏文有不少同源詞：ɦkhor（回）和skor（轉）對映“旋”（*sɣɔn）；sgrug（蒐集）對映“𨴖”（*skʰrok）和“聚”（*sgɔɣ）；sgrol（消滅）對映“殉”（*sɣonh)；……

#### 複輔音聲母
英国牧师艾约瑟创古有复辅音声母说，高本汉、林语堂、董同龢、陆志韦、潘悟云、郑张尚芳等继之。
認為上古漢語有複輔音聲母主要基於以下三點：
1. 藏緬語、壯侗語、苗瑤語中與漢語同源的詞彙有不少有複輔音聲母。
2. 一個諧聲偏旁可以同時代表兩個有截然不同的聲母的音節，可以認為這個諧聲偏旁原本為複輔音聲母。
3. 从韵书中的声训、读若、又读等声训标音法，和现代汉语中存在的一些异体字、通假字、联绵字、古今方言中，可以看出一些复辅音的遗跡。

反對上古漢語有複輔音聲母的主要基於以下兩個原因：
1. 由諧聲偏旁構擬的複輔音十分複雜，甚至有不止兩個輔音的現象，遠遠超過支持者所聲稱的範圍。
2. 支持者難以說明複輔音是如何分化為不同輔音的。

即使是支持者，目前對於上古有多少個複輔音聲母，如何構擬這些聲母，哪些字屬於複輔音聲母，它們如何分化為不同單輔音這些問題，目前仍然無法提出確切的說法。

##### 聲旁證據
例如，由「各」組成的字中，如下組：
- 「格」、「恪」、「鉻」的聲母是/k/。

对比以下：
- 「洛」、「落」、「駱」的聲母卻是/l/。

支持者的觀點認為，現時普通話的讀法將「各」讀作/kö/，閩南語、粵語讀作/kok/，不足以解釋「洛」、「落」、「駱」的聲母/l/；因此，它的上古音可能是/klak/，才有/k/與/l/兩種分化。
然而，若從传统的漢語聲韻學出發，古「各」字劃為「見紐」、「陌部」：古「見」作聲母（古稱“紐”、“韻部”）無唇齒音、從舌音，「見紐」即/k/，所以「各」作韻部時便表/k/，「格」、「恪」、「鉻」都是「見紐」（/k/）；而「陌部」標記韻母（古稱聲部），即與「陌」韻母相同的/ö/或存有入音的/ok/。因此，從聲韻學出發，「洛」、「落」、「駱」從的是「各」的聲部（韻母/ö/），「格」、「恪」、「鉻」從的是「各」的韻部（聲母/k/）。
又例如，由「監」组成的字，如下组：
- 「尷」今普通话、闽南语、粤语皆作/k/。
- 與「監」在閩南語、粵語聲母相同皆為/k/，普通話颚化為/t͡ɕ/，亦從/k/而生。

对比：
- 「藍」、「濫」等字讀作/lan/（普通話韻尾m合併入n）/ /lam/（閩南語、粵語）。
- 、「檻」在今日普通話颚化為/t͡ɕian/（即汉语拼音方案中的声母j），從/k/，「檻」有時還做多音字/kʰan/；在閩南語、粵語、潮州話中則存在兩種讀音，更多的情況是/kam/，但在較少情況下的語音為/lam/。其中， 「艦」僅在客家話東莞腔、粵語中存在/lam/的讀音，而「檻」則在客家話各腔、粵語、潮州話中均存在兩種讀音，而其在潮州話中更是保留了/namŋ/的讀音。

支持者的觀點認為，「監」字現時閩南語、粵語讀作/kam/，普通話讀作/t͡ɕian/（拼音jiān），那么它的上古音可能是/klam/、並由此而来/k/、/l/两种分化。
然而，同樣以傳統的小學角度出發，「監」在商周時期作「人目·皿」左右結構，人部有目、強調對器皿中水照面觀看，也因此音從見紐/k/，其聲談部/an/，事實上與「見」是同音字；戰國以後目化作臣，而人身化作臥人，左右結構改為上下結構，開始定型為今日之「監」。而「藍」字在戰國時產生，本意指某種藍色植物蓼蓝，其產生時「監」字字形已定、借來表聲，其音來紐/l/所從不詳，而聲從談部/an/，實是借了「監」字的韻母。「尷」字本作「尢·兼」，以「尢」（人形、與骨骼相關）「兼」（取長短不一之概念），指走路不齊，後來定形隸書時（大約在漢代）改為今「尷」字形，可能同樣是出於聲從談部/an/的考量。是故，以上詞的分組即有問題，實際上按照古代造字時的邏輯，應當作如下區分：
- 談部的「鑑」、「檻」、「藍」、「濫」、「艦」；
- 見紐古音的「尷」，見紐颚化音的「鑑」、「檻」，來紐的「藍」、「濫」；
- 區域特例的「檻」、「艦」，參考潮州話/namŋ/的發音，以及/n/和/l/的近似，可以考慮是局部音變造成異讀的可能。

因此，從聲韻學以及文字形成的造字規律也能夠解釋通，古漢語在文字產生初期或有或無意識地遵從了聲韻兩分法，將漢字表音的部分做了聲和韻兩種區分，一個字有時可以作聲部（今韻母）、有時可以作韻部（今聲母），未必是存在復合輔音的證據。
其他的可能例子還有：龍/龐 (*pl-)；兼/簾 (*kl-)；湯/ (*ty-) ; /妳 (*j/n)  等，或可以從音韻學的角度解答，或可以从汉字语音流变角度解释，總之還需要探索。

##### 疊韻證據
有些疊韻字也可以作為上古有複輔音或次要音節的證明。例如「角落」或作「旮旯」，就可能是上古「角」字的分拆。「命令」也有可能是上古「命」的分拆。

##### 連綿詞證據
有些聯綿詞也可以作為上古有複輔音的證明。比如“窟窿”可能印證“孔”的上古音。“撲棱”可能印證“蹦”的上古音。
但反對意見同樣存在：窿，謂隆起，本作“穹窿”，或引申為深邃，某些地區方言謂礦坑，故“窟窿”實一類詞並稱，約定俗成，其出甚晚，恐與上古無關。
且，窟窿、撲棱的切音本為“孔”、“蓬”，拿切音證古音，猶如附會；蓋古音之初，本取他字作聲韻，漢字系統聲韻連通為一個有規律的整體，導致其實任意幾個字切音都可以產生一定的意義聯想，這是由漢字系統豐富的語義承載能力決定的。

### 声母
下面是李方桂和白一平构拟的上古汉语声母，白一平音(大部分未定)以圆括号给出：:237:46:188–215
|               |      | 唇音 | 舌冠音 | 舌冠音 | 硬颚音 | 软腭音 | 软腭音 | 声门音 | 声门音 |
| 模式          | 咝音 | 唇音 | 模式   | 唇化   | 硬颚音 | 模式   | 唇化   |        |        |
| ------------- | ---- | ---- | ------ | ------ | ------ | ------ | ------ | ------ | ------ |
| 塞音或 塞擦音 | 清音 | *p   | *t     | *ts    |        | *k     | *kʷ    | *ʔ     | *ʔʷ    |
| 塞音或 塞擦音 | 送气 | *pʰ  | *tʰ    | *tsʰ   |        | *kʰ    | *kʷʰ   |        |        |
| 塞音或 塞擦音 | 浊音 | *b   | *d     | *dz    |        | *ɡ     | *ɡʷ    |        |        |
| 鼻音          | 清音 | *m̥   | *n̥     |        |        | *ŋ̊     | *ŋ̊ʷ    |        |        |
| 鼻音          | 浊音 | *m   | *n     |        |        | *ŋ     | *ŋʷ    |        |        |
| 边音          | 清音 |      | *l̥     |        |        |        |        |        |        |
| 边音          | 浊音 |      | *l     |        |        |        |        |        |        |
| 擦音或 近音   | 清音 |      | (*r̥)   | *s     | (*j̊)   |        |        | *h     | *hʷ    |
| 擦音或 近音   | 浊音 |      | *r     | (*z)   | (*j)   |        |        | (*ɦ)   | (*w)   |

### 上古漢語韵部
- 依宋鄭庠與林安慶(2010)[11]的擬音，對照中古音十六攝與《韻鏡》圖轉可得如下表：

| 古韻 | 林擬*五韻組 | 鄭擬*六韻部 | 一等 | 二等 | 三等  | 四等 | 鼻韻尾 | 塞韻尾 | 十六韻攝 | 《韻鏡》圖號 |
| ---- | ----------- | ----------- | ---- | ---- | ----- | ---- | ------ | ------ | -------- | ------------ |
| 1.   | 冬部*AU     | 冬/東一oŋ   | oe:y | əoey | eoey  | ioey | ŋ      | k      | 通、江   | 1-3          |
| 2.   | 登部*AU     | 冬/東四əŋ   | oe:y | əoey | eoey  | ioey | ŋ      | k      | 曾       | 42-43        |
| 3.   | 尤部*AU     | 冬/蕭部o    | oe:y | əoey | eoey  | ioey | /      | /      | 遇       | 25, 26, 37   |
| 4.   | 庚部*OE     | 支/東三ɐŋ   | /    | 侵oə | 支oe  | oi   | ŋ      | k      | 梗       | 33-36        |
| 5.   | 支部*OE     | 支/支一ɐ    | /    | 侵oə | 支oe  | oi   | /      | /      | -        | 4-5          |
| 6.   | 山部*UOE    | 真/真二an   | uoa  | uoə  | 真uoe | uoi  | n      | t      | 山       | 21-24        |
| 7.   | 真部*UOE    | 真/真一æn   | uoa  | uoə  | 真uoe | uoi  | n      | t      |          | 17-20        |
| 8.   | 脂部*UOE    | 真/支二æ    | /    | uoə  | 真uoe | uoi  | /      | /      |          | 6-10, 13-16  |
| 9.   | 陽部*EU     | 魚/東二ɑŋ   | ɔu   | 冬əu | 魚eu  | iu   | ŋ      | k      |          | 31-32        |
| 10.  | 魚部*EU     | 魚/魚部ɑ    | ɔu   | 冬əu | 魚eu  | iu   | /      | /      |          | 11-12, 27-30 |
| 11.  | 侵部*EA     | 侵/侵部əm   | oe:  | əoe  | eoe   | ioe  | m      | p      |          | 38-41        |

汉语发音从《诗经》到南北朝已经发生了重大的变化，南北朝人读先秦文献的时候，发现有许多押韵不和谐的地方了。当时人对《诗经》的注解反映他们遇到的困难：当《诗经》的韵脚不押韵时，他们牵强的改其中一个字的音使其押韵，认为这样读起来更加和谐。例如：
“燕燕于飞，上下其音，之子于归，远送于南”
-- 《诗经·邶风·燕燕》
在這首詩中的「音」和「南」两个字押韵。北梁人沈重在《毛诗音》中指出：「南：叶句，宜乃林反」。他用反切的方法标注他认为正确的读音。这个方法叫做“协韵”。隋朝人陆德明认为不应该使用协韵法，因为他认为古代人押韵不严谨，没有必要改正《诗经》的读音。他指出：“沈云叶句宜乃林反，今谓古人韵缓，不烦改字”。
在宋朝，朱熹等人继承了南北朝的协韵法（亦稱「叶音」），并使用这个系统的方法来改正《诗经》和《楚辞》裡所谓“不和谐”的韵脚字的读音。他们认为，古人对韵脚字可以临时改读，他们还没有发现随着时间的推移而变化的发音原则，他们以为先秦时代的古人的发音和宋朝人一样。但是，在这个时代，吴棫在《毛诗叶韵补音》等著作中发现《诗经》的押韵现象是有规则的，他通过对韵脚字系统的考察，歸納中古韵类成九个韵部。虽然吴棫缺乏明确的历史概念（他把唐宋和先秦的韵脚字混为一谈）他的研究迈出了進入正确的路线的第一步，为后代的学者开辟了研究古音的新途径。除了他以外，郑庠、项安世、程迥等人进行了古音的研究。
最早用科学的方法研究上古音的学者是顾炎武。他继承了陈第的想法，认为“古诗无叶音”，并旨在恢复古代汉语的发音（“复古”）。他发明了“离析唐韵”的研究方法：整理《诗经》的韵脚，分析这些字的押韵行为。在《诗经》押韵的字通常属于《广韵》的不同韵类，这是因为这些字的韵母在上古音相近或者相同，后来到中古音变得不一样。但是，上古音的押韵行为有理可寻，可以按照这些押韵行为分配中古韵类成几个组，这些组叫做“韵部”，同一个韵部的中古韵类可以在《诗经》押韵，但是有些中古韵类同时出现在几个不同韵部。顾炎武歸納韵类成十个韵部。虽然他对韵部的划分不够严谨，忽略了许多重要的对立，但是他建立了上古音研究的奠基，一直到现在，他的“离析唐韵”是上古音构拟的原则之一。
清朝学者构拟古音的方法与现代语言学家不同。他们当时认为，属于同一个韵部的中古韵类在上古时代有相同的发音，后来其中一个韵类（“古本韵”）保留了原始的发音，其他的韵类发生了变化（“变韵”）。这个构拟方法有严重的缺陷。
- 第一，没有解释“变韵”发生变化的条件：按照语言学的定论，语音变化有一定的规则，如果某些字在上古时代有完全相同的读音，没有理由分化出来（除非发生了方言混合）。
- 第二，我们现在知道，上古汉语的一些韵部的发音和与其对应的任何一个中古韵类的发音都不一样，没有一个中古韵母保留了原始的发音（没有“古本韵”）。例如：歌部构拟成*-ar、*-aj或者*-al（还有元音长短等特征），和来自歌部的中古韵类如歌韵（中古*-ɑ），麻二韵（中古*-ɣa），支韵（中古*-iᴇ）的发音都不相同。

#### 陰陽入韻對轉
在擬構的上古漢語中一些入聲韻的字對應到擬構的原始藏緬語裡卻是陰聲韻的字，如：
| 上古漢語 | 原始藏緬語 | 原始漢藏語    | 意義 |
| -------- | ---------- | ------------- | ---- |
| *njit    | *niy       | *njit ~ *njid | 日   |

這就是陰入韻對轉的例子。另外也有陰陽對轉、陽入對轉的現象。

### 元音
1980年代以来的构拟一般都是6元音系统：:180
| *i | *ə | *u |
| *e | *a | *o |

### 次要音節
以前普遍认为上古汉语是一种以单音节为主的语言，每一个汉字代表一个音节。但是近几年，中国学者潘悟云和法国学者沙加尔不谋而合达到了一致的结论：上古汉语不仅有複辅音，也有次要音节，汉朝以前，一个汉字可以代表两个音节：次要音节和主要音节，第一个音节是弱化音节，其主元音为ə，没有韵尾。这个结论目前还存在争议，但卻可以很簡易的解釋為何有一些漢字，在不同的字裡擔任聲符，卻有不同的讀音，例如監在「藍、籃、濫」讀成l-，但在「鑑、尷、艦」又完全不同。

### 上古漢語聲調
關於上古汉语的聲調，語言學各家有各種不同的說法。如陳第的“古无四声”说、顧炎武的“四聲一貫”說、孔廣森的“古无入声”说、段玉裁的“古无去声”说、陆志韦的“长去短去”说、王力的“长入短入说”，但现在一般都认同江有诰、王念孙、周祖谟等人的“古有四声”说：先秦存在声调，同样也分为平、上、去、入，一个字的上古声调可能不同于其中古声调，但也有一定的传承关系。
有時一些學者會把上古漢語和原始漢語混為一談。原始漢語很有可能是無聲調語言。1954年法国学者奥德里库尔（Haudricourt）通过历史比较法的考察，发现越南语的声调是已经脱落了的韵尾的痕迹，这些韵尾在比较原始的亲属语言中（如克木语）仍然存在。他发现，越南语的上声来自喉塞音-ʔ，去声来自-s。由于越南语和汉语的声调系统很相似，因此他提出汉语的声调有同样的来源，原始汉语没有声调。但許多學者認為上古漢語至少在《詩經》時代應該已經產生了聲調。

### 逸聞
上古音的研究可以解釋部分歷史記載。例如《呂氏春秋·重言》一書提到東郭牙看到齊桓公「呿（qù）而不唫（jìn）」（開口而不閉口），便知齊桓公在暗示「莒」字。透過古音的知識可知「莒」屬魚部，當時為/a/韻母，故發音時不閉口，與現代漢語的撮口音不同。

## 形态
由於汉字系统不能直接反映上古汉语的形态变化，因此为了瞭解这些变化，必须使用隋唐時的反切裡出现的破音（多音字）现象。例如：“解”，有几个读音：中古「古隘切」（見母开口佳韵上声）和中古「胡買切」（匣母开口佳韵上声，讀如「蟹」）；第一个有清声母（见母，中古k-）是及物动词（他動詞），第二个有浊声母（匣母，/ɦ/）是不及物動詞（自動詞）（“松懈”）：声母的清浊和动词的自/他性有直接的关系。有些专家认为是某种前缀导致动词声母的浊化。
有时候，不同汉字可以代表同一个词的几个形态，例如：“见”（中古古電切見母开口霰韵去声）是他動詞（及物動詞），“现”（中古胡甸匣母开口霰韵去声）是自動詞（不及物動詞），这对动词类似于上述“解”字的两个读音，但与之相异的是，这里使用两个符号来区分自、他動詞的读音（注意在古籍中「見」字兼現代的「見」「現」兩義）。
声调可能有词形变化功能。

## 句法

### 詞序
- 主謂賓結構佔大多數。

- 疑問句中疑問詞作賓語時，賓語提至謂語之前，詞序為主賓謂。

| 上古漢語 | 大王來何操？（史記）            |
| 現代漢語 | 大王帶何物來？ （大王操何來？） |
- 否定句中，代詞作賓語時，提至謂語之前，詞序為主賓謂。

| 上古漢語 | 我無爾詐，爾無我虞。（左傳）                  |
| 現代漢語 | 我不騙你，你不騙我。 （我無詐爾，爾無虞我。） |
- 強調賓語的唯一性時，賓語提至謂語前，形成「唯＋賓語＋是＋謂語」的句型。

| 上古漢語 | 唯余馬首是瞻。（左傳）                          |
| 現代漢語 | 只要看我的馬頭（的方向前進）。 （唯瞻余馬首。） |
- 為了強調賓語，將賓語提至謂語前，並在賓語後加上「是」、「之」等結構助詞，形成「賓語＋是／之＋謂語」的句型。

| 上古漢語 | 將虢是滅，何愛於虞？（左傳）                                          |
| 現代漢語 | （晉國）都準備滅掉虢國了，對於虞國又有何好愛惜？ （將滅虢，何愛虞？） |
- 介詞的賓語也可提至介詞前。

| 上古漢語 | 楚國方城以為城，漢水以為池。（左傳）                                  |
| 現代漢語 | 楚國以方城山為城墙，以漢水為護城河。 （楚國以方城為城，以漢水為池。） |

### 判斷句
判斷句裡，主語與謂語之間不加繫詞。另外，判斷句裡，常在謂語後加「也」。判斷句的形式：
- 主語（＋者）＋謂語（＋也）

| 上古漢語 | 蒮(yù)，山韭。（爾雅）               |
| 現代漢語 | 蒮是生長在山中的韭菜。（蒮是山韭。） |
- 主語＋副詞＋謂語（＋也）
- 主語＋為＋賓語

### 被動句
被動句的形式：
- 於（乎）字句：

及物動詞＋於（乎）＋施事者：
| 上古漢語 | 故內惑於鄭袖，外欺於張儀。（史記）                                       |
| 現代漢語 | 所以（楚懷王）內被鄭袖迷惑，外被張儀欺騙。（故內於鄭袖惑，外於張儀欺。） |
省略「於」「乎」，變成及物動詞＋施事者：
| 上古漢語 | 不夭斤斧，物無害者，無所可用，安所困苦哉？（莊子）                                                             |
| 現代漢語 | 不會被斧頭砍伐，不會有何物去傷害它，沒有用處，如何會有困苦呢？（不於斤斧夭，物無害者，無所可用，安所困苦哉？） |
於（乎）字句常用於主動被動對比的複句裡：
| 上古漢語 | 勞心者治人，勞力者治於人。（孟子）                           |
| 現代漢語 | 勞心者管理人，勞力者被人管理。（勞心者治人，勞力者於人治。） |
- 為字句

為＋施事者＋及物動詞
| 上古漢語 | 道術將為天下裂。（莊子） |
| 現代漢語 | 道術會被各家學派分割。   |
為＋施事者＋所+及物動詞
| 上古漢語 | 少北，則為匈奴所得。（史記） |
| 現代漢語 | 稍微往北，就會被匈奴抓獲。   |
- 見字句

受事主詞+見+及物動詞
| 上古漢語 | 秦城恐不可得，徒見欺。（史記）   |
| 現代漢語 | 恐怕得不到秦國的城池，白白被騙。 |
受事主詞+見+及物動詞+於+施事者
| 上古漢語 | 吾長見笑於大方之家。（莊子）   |
| 現代漢語 | 我將永遠被明白大道理的人嘲笑。 |

## 词汇
人们对上古汉语音系的进一步了解促进了汉语词源的研究（注意不是字源）。许多核心词可以追溯回汉藏语系祖语，也有些是在很早的时候从周边语言中借来的。:xi, 1–5, 7–8
传统观点认为，上古汉语是分析语，缺乏词形变化和派生变化。不过人们渐渐发现越来越多的词可以通过加缀、复合、变形等手段产生。:35–36许多学者认为只有单音节词根，但白一平和沙加尔假设了第一个音节后来失落的双音节词根，这与现代高棉语很像。:50–53

### 人稱代詞
| 韻部     | 魚        | 鐸      | 陽     | 歌       | 月     | 之            | 侵      |
| 第一人稱 | 吾 ŋa     |         | 卬 ŋaŋ | 我 ŋalʔ  |        |               |         |
| 第一人稱 | 予余 la   |         |        |          |        | 台 lɯ         | 朕 lɯmʔ |
| 第二人稱 | 女汝 njaʔ | 若 njaɡ |        | 爾 njelʔ |        | 而 njɯ 乃 nɯʔ |         |
| 第三人稱 |           |         |        |          | 厥kod  | 其 ɡɯ         |         |
| 第三人稱 |           |         |        |          | 之 tjɯ |               |         |

### 借词
上古时代，中华文明从黄河中游、渭河下游一带，向东穿过华北平原扩张至山东，向南进入长江谷地。华夏族到来前这些地区的语言已没有任何记载，不过上古汉语可能向它们借过一些词汇。汉语中一些来源至今不明的词汇可能就来自它们。:4, 16–17:75–76
罗杰瑞和梅祖麟识别出一些南亚语系借词，可能来自长江下游的百越。例如对长江的称呼“江”*kˤroŋ可能与越南语(来自*krong)和孟语kruŋ“河”同源。:280–283:17–18
奥德里库尔和Strecker认为下列词汇可能借自苗瑶语系，主要是稻作相关的词，这与水稻种植始自长江中下游的考古事实相印证：
- 秧*ʔaŋ来自原始苗瑶语*jaŋ
- 稻*lˤuʔ来自原始苗瑶语*mblauA[19]

其他从华南未知语言借来的词：
- 象*s.daŋʔ，比较孟语coiŋ、原始台语*jaŋC和缅甸语chaŋ。[20]
- 雞*kˤe，比较原始台语*kəiB、原始苗瑶语*kai和原始越孟语*r-ka。[21]

先秦时代，塔里木盆地中生活着吐火罗语族，“蜜”*mit来自原始吐火罗语*ḿət(ə)(此处*ḿ为颚化音；参龟兹语mit)，与英语mead同源。
汉语北部邻接的语言贡献了“犢”*dˤok等–比较蒙古语tuɣul和满语tuqšan。

### 加缀
人们自古以来就注意到，许多意思相近的字有着相近的读音，有时甚至用同一个字书写。:76:1亨利·马伯乐将其中一些交替归因于派生前缀弱化后产生的复辅音。:323–324后继工作识别出了这些前缀，其中有些在其他汉藏语中也同源。:53–60:14–22
一个常见情况是“破读”，有去声读法的多音字往往也有词类的交替。:258–259如果奥德里库尔的去声起源理论正确，这些情况就可解释为派生后缀*-s。藏语有个相似的后缀。:315–317
例子如：
- 盡*dzinʔ；燼*dzinʔ-s
- 結*kˤit；髻*kˤit-s
- 納*nˤup；內*nˤup-s
- 織（动词）*tək；織（名词）*təks(比较书面藏语thag“编织”和thags“织物”)

另一组交替则牵涉清声母及物动词和浊声母被动或状态动词：:49
- 見*kˤens；現*N-kˤens
- 交*kˤraw；殽*N-kˤraw
- 張*traŋ；長*N-traŋ

有人认为清声母及物动词是基础词，浊声母反映去及物化鼻音前缀。:63–64, 68–69也有人认为及物动词来自状态动词+使动前缀*s-，使得后面的浊声母清化。:63–64, 70–71两种前缀都在其他汉藏语中有平行形式，有些至今仍有能产性。:65–68:638–640也有其他形式的词缀构拟。:45–64:38–50

### 叠词与复合词
上古汉语词素本都是单音节，西周时期出现了许多双音节词。例如，《孟子》中超过30%的词都是多音节的，有9%是专有名词。不过单音节词出现得更频繁，占全书篇幅80–90%。:22–23许多双音节单语素词，特别是昆虫名、鸟名、植物名、情态形容词和副词，通过交替重叠形成聯緜詞：:87:1
- 疊字，即完全重复整个音节，如“威威”*ʔuj-ʔuj（“巍峨”）和“俞俞”*lo-lo（“安逸”）。[1]:87
- 疊韻，即只有韵母重复，如“窈窕”*ʔˤewʔ-lˤewʔ（“优雅美丽”）和“倉庚”*s.r̥ˤaŋ-kˤraŋ[f]（“黄鹂”）。[14]:65[33]:144第二个字的声母常是*l-或*r-。[6]:24
- 雙聲，即只有声母重复，如“參差”*tsʰrum-tsʰraj（“不规则、不平”）和“鴛鴦”*ʔor-ʔaŋ。[14]:65
- 元音交替，尤以*-e-与*-o-交替为主，如“刺促”*tsʰek-tsʰok（“忙”）和“邂逅”*gˤre-s-gˤro-s（“无忧无虑”）。[14]:65–66*-i-与*-u-的交替也很多，如“觱沸”*pit-put（“（风或水）流”）和“蟋蟀”*srit-srut。[14]:66

其他双音节语素还有“胡蝶”*ɡˤa-lˤep等。很多词，特别是名词，来自于复合，如：
- 用一个名词修饰另一个，如：“木瓜”*mˤok-kʷˤra（“榅桲”）和“中日”*truŋ-nik（“中午”）。[14]:67
- 动宾结构复合词，如“司馬”*sə-mˤraʔ、“作册”*tsˤak-tsʰˤrek（“抄写员”）。[14]:68

但复合词的组分不是规范语素，它们仍能被单独使用。:86
双语素音节来自非重读助词或代词与另一个词的熔合。如否定词“弗”*put和“勿”*mut分别是否定词“不”*pə和“毋”*mo与第三人称代词“之”*tə的结合。:85, 98

## 延伸閱讀

#### 《切韻》系韻書上推
- 余迺永 (1986)：《上古音系研究》
- 李芳桂 (1971)：《上古音研究》
- 周法高 (1969)：《論上古音》
- 王　力 (1957)：《漢語史稿》
- 董同龢 (1944)：《上古音表稿》
- 高本漢 (1957)：Grammata Serica Recensa
- 陳新雄(1999)：《古音研究》

#### 漢語方言的內部證據
- 羅常培(1933)：《唐五代西北方音》
- 侯精一(2007)：《現代晉語的研究》
- 丁邦新 (1975)：《魏晉音韻研究》（上論及兩漢，下抵隋唐）

#### 藏緬語和其他語言接觸的外部證據
- 李建強(2015)：《來母字及相關聲母字的上古音研究》
- 馬建東《2015》：《來母字的生存》
- 鄭張尚芳(2013)：《上古音系》
- 斯塔羅斯金(2012)：《古漢語音系的構擬》
- 林安慶(2010)《漢字古今音論》
- 汪大年(2008、2012)：《緬甸語與漢藏語系比較研究》《緬甸語漢語比較研究》
- 龔煌城(2011)：《漢藏語比較研究論文集》《西夏語文研究論文集》
- 高晶一(2008)：《漢語與北歐語言》
- 全廣鎮(1996)：《漢藏語同源詞綜探》

## 外部連結
- Old Chinese Wordlist at the Austronesian Basic Vocabulary Database（英文） - 上古漢語之語彙／擬音表
- Database query to Chinese characters（页面存档备份，存于）（英文） - 擬音資料庫
- 龔煌城.  (PDF). 《古今通塞：漢語的歷史與發展》 (第三屆國際漢學會議論文集語言組): 187–223.   [2012-03-06]. （原始内容存档 (PDF)于2020-11-03） （中文（繁體））.
- 東方語言學網站（简体中文）